# China nos Jogos Olímpicos de Verão de 2016
A China, representada pelo Comitê Olímpico Chinês, compete nos Jogos Olímpicos de Verão de 2016 no Rio de Janeiro entre os dias 5 e 21 de agosto de 2016. Esta será a décima vez que a China participa dos Jogos Olímpicos

## Medalhistas
| Medalha | Nome                  | Esporte            | Evento                             | Data        |
| ------- | --------------------- | ------------------ | ---------------------------------- | ----------- |
| Ouro    | Zhang Mengxue         | Tiro               | Pistola de ar 10 metros feminino   | 7 de agosto |
| Ouro    | Minxia Wu Tingmao Shi | Saltos ornamentais | Sincronizado 3m feminino           | 7 de agosto |
| Ouro    | Qingquan Long         | Halterofilismo     | Até 56kg masculino                 | 7 de agosto |
| Ouro    | Aisen Chen Yue Lin    | Saltos ornamentais | Sincronizado 10m masculino         | 8 de agosto |
| Prata   | Du Li                 | Tiro               | Carabina de ar 10 metros feminino  | 6 de agosto |
| Prata   | Sun Yang              | Natação            | 400 m livre masculino              | 6 de agosto |
| Bronze  | Yi Siling             | Tiro               | Carabina de ar 10 metros feminino  | 6 de agosto |
| Bronze  | Sun Yiwen             | Esgrima            | Espada individual feminino         | 6 de agosto |
| Bronze  | Pang Wei              | Tiro               | Carabina de ar 10 metros masculino | 6 de agosto |

## Esgrima
Masculino
| Atleta                                      | Evento            | 64 avos de final | 32 avos de final      | Oitavas de final | Quartas de final | Semifinal       | Final / DB      | Final / DB  |
| Atleta                                      | Evento            | Opositor Placar  | Opositor Placar       | Opositor Placar  | Opositor Placar  | Opositor Placar | Opositor Placar | Pos.        |
| ------------------------------------------- | ----------------- | ---------------- | --------------------- | ---------------- | ---------------- | --------------- | --------------- | ----------- |
| Jiao Yunlong                                | Espada            | BRA Melaragno 0  |                       |                  |                  |                 |                 |             |
| Chen Haiwei                                 | Florete           | —                | GBR Halsted W 15–9    | CHN Ma Jianfei   |                  |                 |                 |             |
| Lei Sheng                                   | Florete           | —                | FRA Le Péchoux L 9–15 | Não avançou      | Não avançou      | Não avançou     | Não avançou     | Não avançou |
| Ma Jianfei                                  | Florete           | —                | BRA Perrier W 15–14   | CHN Chen Haiwei  |                  |                 |                 |             |
| Chen Haiwei Lei Sheng Ma Jianfei Shi Jialuo | Florete em equipe | —                | —                     | —                | França (FRA) 0   |                 |                 |             |
| Sun Wei                                     | Sabre             | —                | ROU Dolniceanu 0      |                  |                  |                 |                 |             |

Feminino
| Atleta                                | Evento           | 64 avos de final | 32 avos de final      | Oitavas de final    | Quartas de final   | Semifinal            | Final / DB        | Final / DB        |
| Atleta                                | Evento           | Opositor Placar  | Opositor Placar       | Opositor Placar     | Opositor Placar    | Opositor Placar      | Opositor Placar   | Pos.              |
| ------------------------------------- | ---------------- | ---------------- | --------------------- | ------------------- | ------------------ | -------------------- | ----------------- | ----------------- |
| Sun Yiwen                             | Espada           | —                | CIV Sakoa W 15–11     | EST Embrich W 15–12 | TUN Besbes W 14-11 | ITA Fiamingo L 11-12 | FRA Rembi W 15-13 | Medalha de bronze |
| Sun Yujie                             | Espada           | —                | KOR Kang Y-m L 10–15  | Não avançou         | Não avançou        | Não avançou          | Não avançou       | Não avançou       |
| Xu Anqi                               | Espada           | —                | FRA Candassamy L 8–15 | Não avançou         | Não avançou        | Não avançou          | Não avançou       | Não avançou       |
| Hao Jialu Sun Yiwen Sun Yujie Xu Anqi | Espada em equipe | —                | —                     | —                   | 0                  |                      |                   |                   |
| Le Huilin                             | Florete          | —                | MAR Zekrani 0         |                     |                    |                      |                   |                   |
| Liu Yongshi                           | Florete          | —                | HUN Knapek 0          |                     |                    |                      |                   |                   |
| Shen Chen                             | Sabre            | —                | POL Kozaczuk 0        |                     |                    |                      |                   |                   |

## Natação
Masculino
| Atleta                                                   | Evento                       | Classificatória | Classificatória | Semifinal   | Semifinal   | Final       | Final            |
| Atleta                                                   | Evento                       | Tempo           | Pos.            | Tempo       | Pos.        | Tempo       | Pos.             |
| -------------------------------------------------------- | ---------------------------- | --------------- | --------------- | ----------- | ----------- | ----------- | ---------------- |
| Hu Yixuan                                                | 200 m individual medley      |                 |                 |             |             |             |                  |
| Li Guangyuan                                             | 100 m de costas              |                 |                 |             |             |             |                  |
| Li Guangyuan                                             | 200 m de costas              |                 |                 |             |             |             |                  |
| Li Xiang                                                 | 100 m peito                  | 59.55           | 11 Q            | 1:00.25     | 13          | Não avançou | Não avançou      |
| Li Xiang                                                 | 200 m peito                  |                 |                 |             |             |             |                  |
| Li Zhuhao                                                | 100 m borboleta              |                 |                 |             |             |             |                  |
| Li Zhuhao                                                | 200 m borboleta              |                 |                 |             |             |             |                  |
| Mao Feilian                                              | 200 m peito                  |                 |                 |             |             |             |                  |
| Ning Zetao                                               | 50 m livre                   |                 |                 |             |             |             |                  |
| Ning Zetao                                               | 100 m livre                  |                 |                 |             |             |             |                  |
| Qiu Ziao                                                 | 400 m livre                  | 3:49.45         | 26              | —           | —           | Não avançou | Não avançou      |
| Qiu Ziao                                                 | 1500 m livre                 |                 |                 | —           | —           |             |                  |
| Shang Keyuan                                             | 200 m livre                  |                 |                 |             |             |             |                  |
| Sun Yang                                                 | 200 m livre                  |                 |                 |             |             |             |                  |
| Sun Yang                                                 | 400 m livre                  | 3:44.23         | 4 Q             | —           | —           | 3:41.68     | Medalha de prata |
| Sun Yang                                                 | 1500 m livre                 |                 |                 | —           | —           |             |                  |
| Wang Shun                                                | 200 m individual medley      |                 |                 |             |             |             |                  |
| Wang Shun                                                | 400 m individual medley      | 4:14.46         | 10              | —           | —           | Não avançou | Não avançou      |
| Wu Yuhang                                                | 200 m borboleta              |                 |                 |             |             |             |                  |
| Xu Jiayu                                                 | 100 m de costas              |                 |                 |             |             |             |                  |
| Xu Jiayu                                                 | 200 m de costas              |                 |                 |             |             |             |                  |
| Yan Zibei                                                | 100 m peito                  | 1:00.88         | =27             | Não avançou | Não avançou | Não avançou | Não avançou      |
| Yu Hexin                                                 | 50 m livre                   |                 |                 |             |             |             |                  |
| Yu Hexin                                                 | 100 m livre                  |                 |                 |             |             |             |                  |
| Zhang Qibin                                              | 100 m borboleta              |                 |                 |             |             |             |                  |
| Zu Lijun                                                 | 10 km em águas abertas       | —               | —               | —           | —           |             |                  |
| He Jianbin Lin Yongqing Liu Zhaochen Ning Zetao Yu Hexin | Revezamento 4 × 100 m livre  |                 |                 | —           | —           |             |                  |
| Li Xiang Li Zhuhao Ning Zetao Xu Jiayu                   | Revezamento 4 × 100 m medley |                 |                 | —           | —           |             |                  |

Feminino
| Atleta                                               | Evento                       | Classificatória | Classificatória | Semifinal | Semifinal | Final       | Final             |
| Atleta                                               | Evento                       | Tempo           | Pos.            | Tempo     | Pos.      | Tempo       | Pos.              |
| ---------------------------------------------------- | ---------------------------- | --------------- | --------------- | --------- | --------- | ----------- | ----------------- |
| Ai Yanhan                                            | 200 m livre                  |                 |                 |           |           |             |                   |
| Cao Yue                                              | 400 m livre                  |                 |                 | —         | —         |             |                   |
| Chen Jie                                             | 200 m de costas              |                 |                 |           |           |             |                   |
| Chen Xinyi                                           | 50 m livre                   |                 |                 |           |           |             |                   |
| Chen Xinyi                                           | 100 m borboleta              | 57.17           | 7 Q             | 57.51     | 8 Q       |             |                   |
| Fu Yuanhui                                           | 100 m de costas              | 1:00,02         | 9 Q             | 58,95     | 3 Q       | 58,76       | Medalha de bronze |
| Hou Yawen                                            | 800 m livre                  |                 |                 | —         | —         |             |                   |
| Liu Xiang                                            | 50 m livre                   |                 |                 |           |           |             |                   |
| Liu Yaxin                                            | 200 m de costas              |                 |                 |           |           |             |                   |
| Lu Ying                                              | 100 m borboleta              | 57.08           | 5 Q             | 57.15     | 6 Q       |             |                   |
| Shen Duo                                             | 100 m livre                  |                 |                 |           |           |             |                   |
| Shen Duo                                             | 200 m livre                  |                 |                 |           |           |             |                   |
| Shi Jinglin                                          | 100 m peito                  |                 |                 |           |           |             |                   |
| Shi Jinglin                                          | 200 m peito                  |                 |                 |           |           |             |                   |
| Wang Xueer                                           | 100 m de costas              | 1:00,59         | 14 Q            | 1:01,44   | 16        | Não avançou | Não avançou       |
| Xin Xin                                              | 10 km em águas abertas       | —               | —               | —         | —         |             |                   |
| Ye Shiwen                                            | 200 m individual medley      |                 |                 |           |           |             |                   |
| Ye Shiwen                                            | 400 m individual medley      | 4:45.86         | 27              | —         | —         | Não avançou | Não avançou       |
| Yu Jingyao                                           | 100 m peito                  |                 |                 |           |           |             |                   |
| Zhang Xinyu                                          | 200 m peito                  |                 |                 |           |           |             |                   |
| Zhang Yufei                                          | 200 m borboleta              |                 |                 |           |           |             |                   |
| Zhang Yuhan                                          | 400 m livre                  |                 |                 | —         | —         |             |                   |
| Zhang Yuhan                                          | 800 m livre                  |                 |                 | —         | —         |             |                   |
| Zhou Min                                             | 200 m individual medley      |                 |                 |           |           |             |                   |
| Zhou Min                                             | 400 m individual medley      | 4:50.38         | 32              | —         | —         | Não avançou | Não avançou       |
| Zhou Yilin                                           | 200 m borboleta              |                 |                 |           |           |             |                   |
| Zhu Menghui                                          | 100 m livre                  |                 |                 |           |           |             |                   |
| Shen Duo Sun Meichen Tang Yi Tang Yuting Zhu Menghui | Revezamento 4 × 100 m livre  | 3:37.25         | 9               | —         | —         | Não avançou | Não avançou       |
| Ai Yanhan Dong Jie Shen Duo Wang Shijia              | Revezamento 4 × 200 m livre  |                 |                 | —         | —         |             |                   |
| Chen Xinyi Fu Yuanhui Shen Duo Shi Jinglin           | Revezamento 4 × 100 m medley |                 |                 | —         | —         |             |                   |

## Tiro
Masculino
| Atleta        | Evento                     | Qualificação | Qualificação | Semifinal | Semifinal | Final             | Final             |
| Atleta        | Evento                     | Pontos       | Pos.         | Pontos    | Pos.      | Pontos            | Pos.              |
| ------------- | -------------------------- | ------------ | ------------ | --------- | --------- | ----------------- | ----------------- |
| Cao Yifei     | Carabina de ar 10 metros   |              |              | —         | —         |                   |                   |
| Hu Binyuan    | Fossa dupla                |              |              |           |           |                   |                   |
| Hui Zicheng   | Rifle 50 metros 3 posições |              |              | —         | —         |                   |                   |
| Li Yuehong    | Pistola de fogo 25 metros  |              |              | —         | —         |                   |                   |
| Pan Qiang     | Fossa dupla                |              |              |           |           |                   |                   |
| Pang Wei      | Pistola de ar 10 metros    | 590          | 1 Q          | —         | —         | 180.4             | Medalha de bronze |
| Pang Wei      | Pistola 50 metros          |              |              | —         | —         |                   |                   |
| Pu Qifeng     | Pistola de ar 10 metros    | 577          | 16           | —         | —         | Não se qualificou | Não se qualificou |
| Wang Zhiwei   | Pistola 50 metros          |              |              | —         | —         |                   |                   |
| Yang Haoran   | Carabina de ar 10 metros   |              |              | —         | —         |                   |                   |
| Zhang Fusheng | Pistola de fogo 25 metros  |              |              | —         | —         |                   |                   |
| Zhao Shengbo  | Rifle 50 metros            |              |              | —         | —         |                   |                   |
| Zhu Qinan     | Rifle 50 metros 3 posições |              |              | —         | —         |                   |                   |

Feminino
| Atleta         | Evento                     | Qualificação | Qualificação | Semifinal | Semifinal | Final       | Final             |
| Atleta         | Evento                     | Pontos       | Pos.         | Pontos    | Pos.      | Pontos      | Pos.              |
| -------------- | -------------------------- | ------------ | ------------ | --------- | --------- | ----------- | ----------------- |
| Chen Fang      | Fossa                      |              |              |           |           |             |                   |
| Chen Ying      | Pistola 25 metros          |              |              |           |           |             |                   |
| Du Li          | Carabina de ar 10 metros   | 420.7        | 1 Q          | —         | —         | 207.0       | Medalha de prata  |
| Du Li          | Rifle 50 metros 3 posições |              |              | —         | —         |             |                   |
| Guo Wenjun     | Pistola de ar 10 metros    | 378          | 30           | —         | —         | Não avançou | Não avançou       |
| Wei Meng       | Skeet                      |              |              |           |           |             |                   |
| Wei Ning       | Skeet                      |              |              |           |           |             |                   |
| Yi Siling      | Carabina de ar 10 metros   | 415.9        | 8 Q          | —         | —         | 185.4       | Medalha de bronze |
| Zhang Binbin   | Rifle 50 metros 3 posições |              |              | —         | —         |             |                   |
| Zhang Jingjing | Pistola 25 metros          |              |              |           |           |             |                   |
| Zhang Mengxue  | Pistola de ar 10 metros    | 384          | 7 Q          | —         | —         | 199.4       | Medalha de ouro   |

Legenda
| Recorde mundial      | Recorde mundial (World record)               |                       | Recorde africano                      | Recorde africano (African) |                                           | Q | Classificado por posição (Qualified) |
| Recorde olímpico     | Recorde olímpico (Olympic record)            | Recorde da América    | Recorde da América (Americas)         | q                          | Classificado por melhor tempo (Qualified) |   |                                      |
| Melhor marca do ano  | Melhor marca do ano (World leading)          | Recorde asiático      | Recorde asiático (Asian)              | DNS                        | Não largou (Did not start)                |   |                                      |
| Recorde nacional     | Recorde nacional (National record)           | Recorde europeu       | Recorde europeu (European)            | DNF                        | Não terminou (Did not finish)             |   |                                      |
| Recorde pessoal      | Recorde pessoal do atleta (Personal best)    | Recorde da Oceania    | Recorde da Oceania (Oceania)          | DSQ / DQ                   | Desclassificado (Disqualified)            |   |                                      |
| Recorde da temporada | Recorde da temporada do atleta (Season best) | Recorde sul-americano | Recorde sul-americano (South America) | NM                         | Sem marca (No mark)                       |   |                                      |